# 창동 (서울)

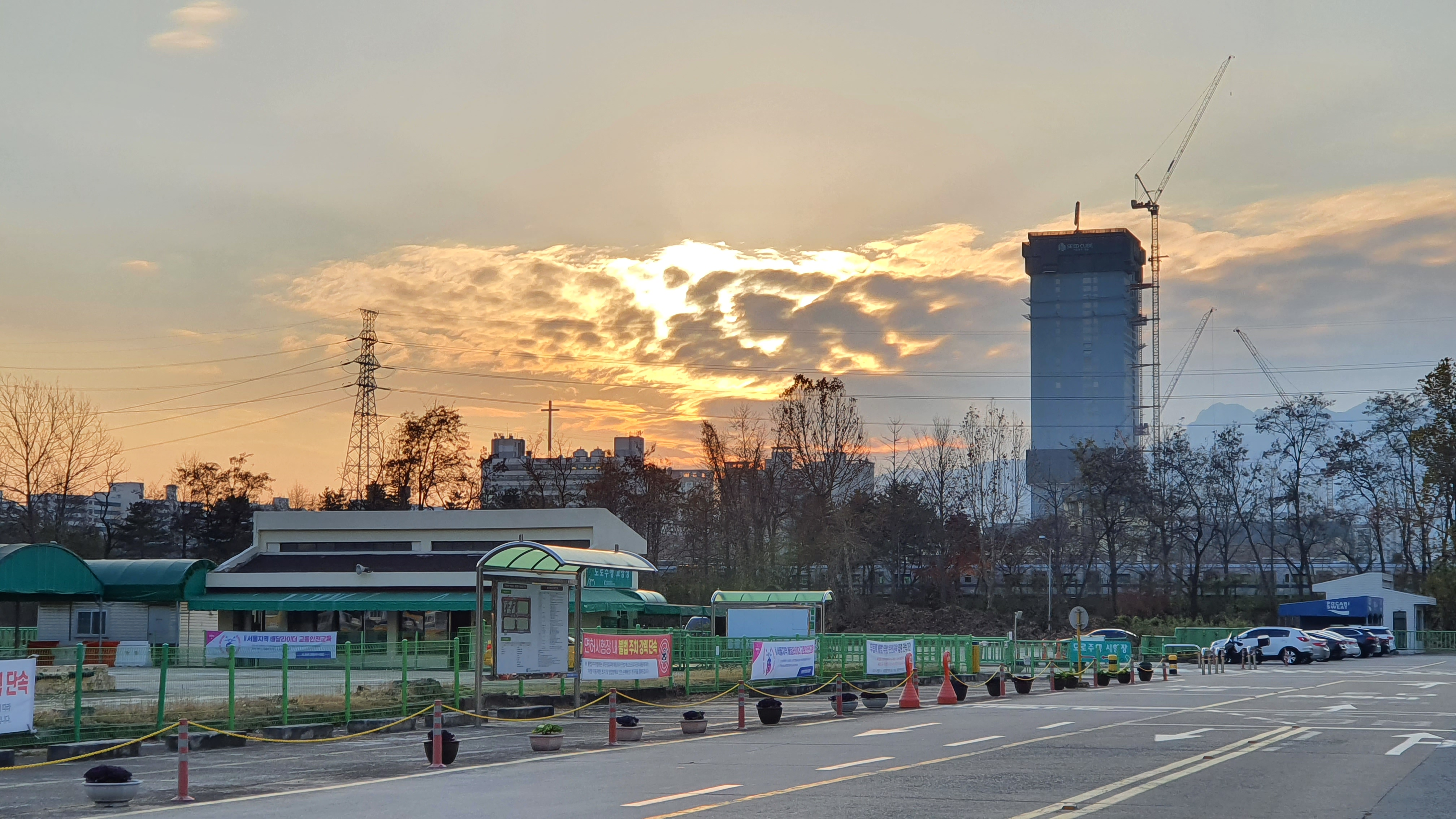
창동역 근처에 건설중인 마천루 씨드큐브 창동의 모습

창동(倉洞)은 서울특별시 도봉구의 법정동이다. 행정동 창1, 2, 3, 4, 5동으로 나뉘어 있다. 창2, 3동을 '신창동'이라고 부르기도 한다. 도봉경찰서가 이곳에 소재해 있다.

## 역사
- 조선시대 세조 1466년 : 경기도 양주목 해등촌면 유만리[1], 마산리[2], 창동리[3]
- 1914년 4월 1일 양주군 노해면 관할로 되어 창동리로 통합.
- 1963년 서울특별시 성북구의 관할이 되었다.
- 1973년 도봉구의 관할이 되었다.
- 1977년 행정동 창동이 창1동, 창2동으로 분동하였다.
- 1988년 노원구의 관할이 되었다.
- 1989년 다시 도봉구 관할이 되었다.

## 교육
- 서울가인초등학교
- 서울월천초등학교
- 서울자운초등학교
- 서울창동초등학교
- 서울창림초등학교
- 서울창원초등학교
- 서울창일초등학교
- 노곡중학교
- 창동중학교
- 창북중학교
- 창일중학교
- 서울외국어고등학교
- 자운고등학교
- 창동고등학교

## 교통
- 쌍문역, 창동역, 녹천역

## 같이 보기
- 창동리 석조 이정표 - 서울 도봉구의 향토문화재 제1호

## 아파트
| 단지명            | 건설사       | 시행사                  | 주소 | 입주        | 비고                        |
| ----------------- | ------------ | ----------------------- | ---- | ----------- | --------------------------- |
| 창동 태영데시앙   | ㈜태영       | ㈜아시아디벨로퍼        |      | 2003년 7월  | 구 샘표식품 창동공장 부지   |
| 창동 동아그린     | 동아건설산업 | 창동동아 연합주택조합   |      | 1996년 11월 |                             |
| 창동 동아청솔     | 동아건설산업 | 동아건설산업            |      | 1997년 3월  |                             |
| 창동 건영캐스빌   | 건영         | 창동청학연립 재건축조합 |      | 2002년 8월  |                             |
| 창동 금호어울림   | 금호산업     | ㈜대한토지신탁          |      | 2004년 2월  |                             |
| 창동 대림         | ㈜삼호       | ㈜삼호                  |      | 2003년 10월 |                             |
| 창동 대우그린     | 대우건설     | 창동대우그린 주택조합   |      | 2000년 10월 |                             |
| 북한산 아이파크   | 현대산업개발 | ㈜삼풍물산 현대산업개발 |      | 2004년 8월  | 구 삼풍제지㈜ 창동공장 부지 |
| 창동현대 2차      | 현대산업개발 | 현대산업개발            |      | 2001년 6월  |                             |
| 창동 아이파크 4차 | 현대산업개발 | ㈜플러스건설            |      | 2003년 5월  |                             |
| 창동 쌍용         | 쌍용건설     | 쌍용건설                |      | 1997년 3월  |                             |